# Маркос Љоренте
Маркос Љоренте Морено (шп. Marcos Llorente Moreno; Мадрид, 30. јануар 1995) познатији као Маркос Љоренте је шпански фудбалер, који тренутно игра за Атлетико Мадрид.

## Репрезентативна каријера
Ажурирано 5. јуна 2024.
| Репрезентација | Година | Утакмице | Голови |
| -------------- | ------ | -------- | ------ |
| Шпанија        |        |          |        |
| 2020           | 1      | 0        |        |
| 2021           | 11     | 0        |        |
| 2022           | 6      | 0        |        |
| 2024           | 1      | 0        |        |
| Укупно         | Укупно | 19       | 0      |

## Трофеји

### Реал Мадрид
- Лига шампиона (1) : 2017/18.
- Суперкуп Европе (1) : 2017.
- Светско клупско првенство (2) : 2017, 2018.

### Атлетико Мадрид
- Првенство Шпаније (1) : 2020/21.